# Dialium madagascariense
Dialium madagascariense là một loài thực vật có hoa trong họ Đậu. Loài này được Baill. miêu tả khoa học đầu tiên.